# Ставчинцы
Ставчинцы (укр. Ставчинці) — село в Хмельницком районе Хмельницкой области Украины.
Население по переписи 2001 года составляло 487 человек. Почтовый индекс — 31301. Телефонный код — 382. Занимает площадь 1,4 км². Код КОАТУУ — 6825088101.

## Местный совет
31301, Хмельницкая обл., Хмельницкий р-н, с. Ставчинцы, вул. Заречная, 2